# Galbina, Hunedoara
Galbina este un sat în comuna Balșa din județul Hunedoara, Transilvania, România.